# Hubbardiella arizonensis
Hubbardiella arizonensis är en stekelart som beskrevs av William Harris Ashmead 1904. Hubbardiella arizonensis ingår i släktet Hubbardiella och familjen finglanssteklar. Inga underarter finns listade i Catalogue of Life.